# Kunal Ganjawala
 (janvier 2017).
Si vous disposez d'ouvrages ou d'articles de référence ou si vous connaissez des sites web de qualité traitant du thème abordé ici, merci de compléter l'article en donnant les références utiles à sa vérifiabilité et en les liant à la section « Notes et références ».
Kunal Ganjawala (Né le 14 avril 1972) est un chanteur de playback populaire dont les chansons sont surtout présentées dans les films hindi et kannada. Il a également chanté en marathi, bengali et dans d'autres langues officielles de l'Inde. Kunal a commencé sa carrière en chantant des jingles. Il est venu à la vedette en hindi avec la chanson "Bheege Honth Tere" du film Meurtre en 2004. C'était son premier plus grand succès. La chanson lui a valu le prix Zee Cine en tant que Meilleur chanteur de Playback en 2005. Il est venu aux projecteurs en Kannada avec la chanson "Neene Neene" du film Akash en 2005.
Depuis lors Ganjawala a travaillé pour de nombreux directeurs de musique comme Anu Malik, Anand-Milind, Nadeem Shravan, Pritam, Himesh Reshammiya, Ismail Darbar, Shankar-Ehsaan-Loy, Anand Raj Anand, Rajesh Roshan, Viju Shah, Aadesh Shrivastava, Roop Kumar Rathod, Daboo Malik et Sanjeev-Darshan. Kunal a récemment chanté pour Saawariya de Sanjay Leela Bhansali. Ses numéros des films Maashah Alaah et Pari étaient en tête du classement. Outre l'hindi et le kannada, il a également chanté dans les langues tamoule, marathi, punjabi, odia, bengali, télougou, assamais et sindhi.